# Atolón Achensee
El atolón Achensee en Maurach am Achensee es un centro de ocio justo en la orilla del lago Achensee, Tirol Austria.

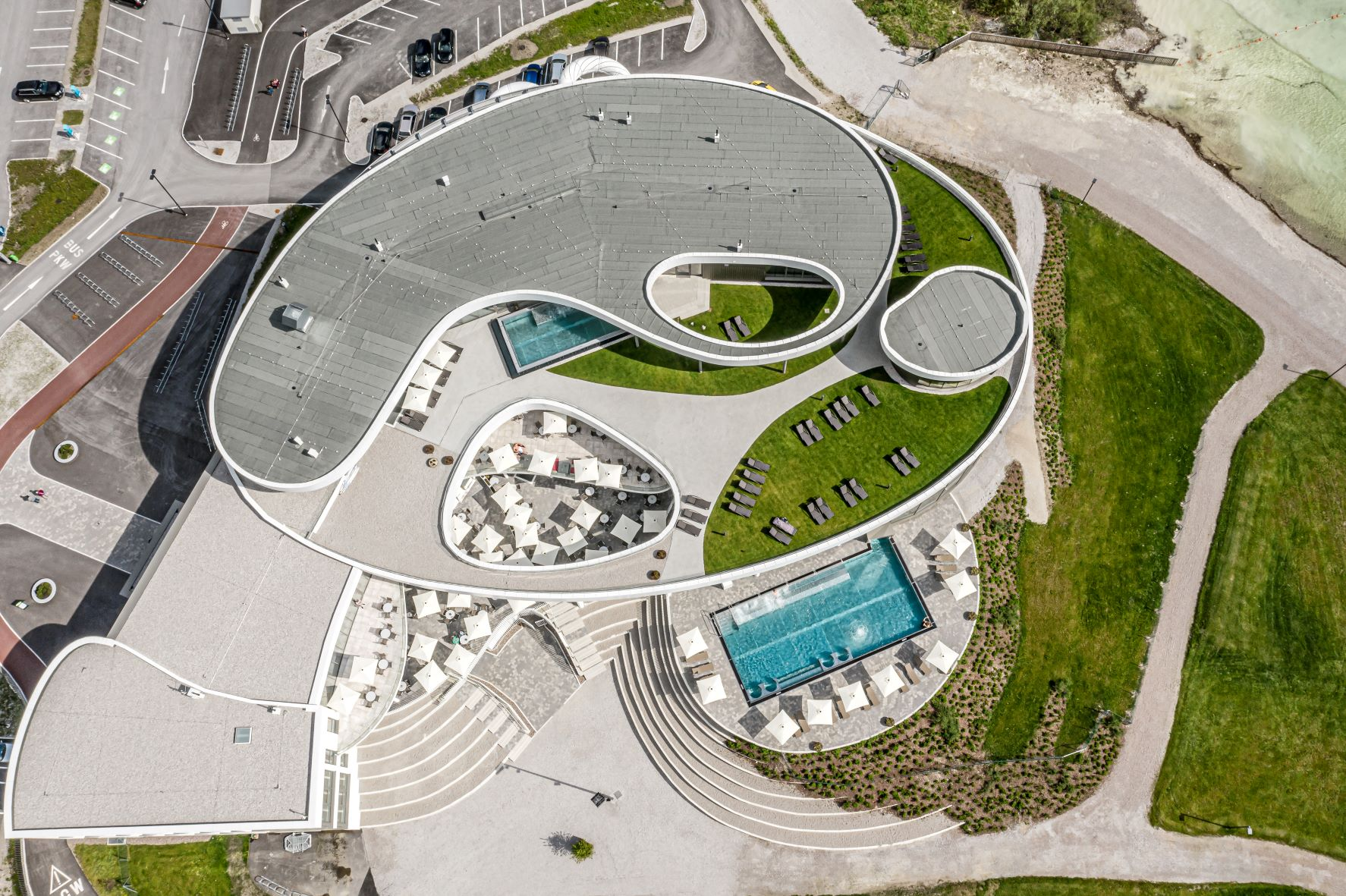
Vista aérea de atolón Achensee

## Arquitectura
La forma del complejo moderno recuerda a una gota como la parte más pequeña del volumen de agua del lago más grande del Tirol. Las diversas áreas de aventura tienen forma de isla y están dispuestas en un anillo. Estas líneas redondas caracterizan la apariencia general, se pueden encontrar en el logotipo, pero también son omnipresentes en el diseño interior: lámparas, mesas, asientos y mostradores de información se muestran en formas curvas. Las cuencas del atolón Achensee se alimentan de un pozo de aguas profundas cercano.
Hay una piscina cubierta, una playa para bañarse y un parque infantil, una zona de sauna, un gimnasio, una sala de boulder, información para los huéspedes y una pista de patinaje sobre hielo a disposición de los huéspedes en invierno. Además, el estacionamiento del Atoll Achensee es un popular punto de partida para una amplia variedad de actividades. En total, el centro de ocio ocupa una superficie de 6.500 metros cuadrados.

## Generación de calor
Cuatro bombas de calor de 280 kWh cada una suministran la energía necesaria para la calefacción, refrigeración y ventilación de toda la instalación.

## Significado económico
La región de Achensee es uno de los principales destinos turísticos del Tirol. El atolón Achensee forma una parte importante de la infraestructura para locales y visitantes. El Atoll Achensee con alrededor de 45 empleados es un empleador importante en la región de Achensee.

## Enlace de web
- https://www.tyrol.com/things-to-do/attractions/swimming/pools-and-lakes/a-atoll-achensee

- Datos: Q111737780